# João da Mata de Andrade e Amaral
Dom João da Mata de Andrade e Amaral (8 de fevereiro de 1898 — 7 de novembro de 1954) foi bispo católico brasileiro. Esteve à frente de três dioceses brasileiras, a saber: Cajazeiras, de 1934 a 1941; Amazonas, de 1941 a 1948; e Niterói, de 1948 até sua morte.

## Biografia
Nasceu em 8 de fevereiro de 1898 em Altinho, no sertão de Pernambuco, filho de Francisco Severino do Amaral e Deolinda de Andrade Amaral. Desde cedo chamado ao sacerdócio, iniciou seus estudos de primeiras letras com os Padres Salesianos, a cujo espírito se conservou fiel até a morte. Ingressou no seminário de Olinda, foi ordenado sacerdote em 1921, para a Diocese de Nazaré, onde desempenhou inúmeros cargos, tendo sido secretário do bispado e Vigário Geral. Em 1934, foi eleito bispo de Cajazeiras, em substituição a Dom Moisés Sizenando Coelho, e governou a diocese durante sete anos.
À frente da Diocese de Cajazeiras, seu maior feito foi a realização do 1º Congresso Eucarístico Diocesano, em 1939, em comemoração ao Jubileu de Prata da criação da Diocese e posse do seu Primeiro Bispo. Empenhou-se no impulso da Obra das Vocações Sacerdotais, tendo organizado a formação da Ação Católica e construção de sua sede própria. Na sede episcopal, reconstruiu o Colégio Diocesano Padre Rolim, num edifício imponente, com dois pavimentos, cuja direção foi confiada aos Padres Salesianos. Reconstruiu o Ginásio Escola Normal Nossa Senhora de Lourdes, também com dois pavimentos. Reconstruiu o Prédio Vicentino. Construiu o Hospital Regional de Cajazeiras, depois encampado pelo Estado. Iniciou a construção do prédio da nova Catedral e concluiu o acabamento do Palácio Episcopal. Em outras cidades da Diocese, criou e instalou os seguintes educandários: Colégio Diocesano de Patos; Colégio Diocesano de Catolé do Rocha; Escola Normal Francisca Mendes, em Catolé do Rocha; Escola Normal de Itaporanga; Escola Normal de Princesa Isabel; e a Escola Normal de Santa Luzia do Sabugi.
Em 1948, foi transferido para Niterói, tendo tomado posse em 8 de agosto. Tanto em Cajazeiras quanto em Manaus, realizou o primeiro Congresso Eucarístico Diocesano.
Ao assumir a Diocese de Niterói, já se encontrava com a saúde combalida, o que todavia não o impediu de realizar diversos empreendimentos: multiplicou as paróquias, construiu o novo Seminário Menor, organizou o Departamento Diocesano de Ação Social, levantou o edifício Leão XIII, estabilizou o património diocesano, iniciou as obras do Templo de Adoração Perpétua, realizou semanas de estudo e dois grandiosos congressos e fundou duas sociedades religiosas.
Faleceu em 7 de novembro de 1954, de um enfarte do miocárdio.
Sua divisa foi "Pasce Agnos Meos" (Apascenta minhas ovelhas).